# Conjugação da língua francesa
Esta página contém alguns caracteres especiais e é possível que a impressão não corresponda ao artigo original.
A conjugação da língua francesa é a criação de formas derivadas de um verbo francês a partir de suas partes principais através de flexão. Os verbos franceses se dividem convencionalmente em três conjugações (conjugaisons) agrupadas como a seguir:
- 1° grupo: verbos terminados com -er (exceto aller, que é do 3°).
- 2° grupo: verbos terminados com -ir, com o gerúndio terminado em -issant.
- 3° grupo:
  - 1ª seção: verbos terminados com -ir, com o gerúndio terminado em -ant.
  - 2ª seção: verbos terminados com -oir.
  - 3ª seção: verbos terminados com -re.

Os primeiros dois grupos seguem uma conjugação regular, enquanto que o terceiro segue uma irregular. O terceiro grupo é considerado uma classe fechada de palavras. Consequentemente, novos verbos introduzidos na língua entram para o primeiro grupo (téléviser, atomiser, radiographier), com raras exceções para o segundo (amerrir, alunir).
É digno de nota que aller é o único verbo terminado em -er pertencente ao terceiro grupo.

## Modos e tempos
Há sete diferentes modos na conjugação francesa: indicatif (indicativo), subjonctif (subjuntivo), conditionnel (condicional), impératif (imperativo), infinitif (infinitivo), participe (particípio) e gérondif (gerúndio).
Abaixo, os tempos estão agrupados por modo. Os tempos compostos são construídos por meio de um verbo auxiliar conjugado acompanhado do particípio passado. As formas sublinhadas são arcaicas e em desuso ou, como no caso do passé simple e do imparfait du subjonctif, ainda usadas com frequência, mas somente em discursos formais e em linguagem escrita.
INDICATIF
1. Tempos simples
  - Présent (presente)
  - Imparfait (imperfeito)
  - Passé simple (passado simples)
  - Futur simple (futuro simples)
2. Tempos compostos
  - Passé composé (passado composto), com o verbo auxiliar no presente
  - Plus-que-parfait (mais-que-perfeito), com o verbo auxiliar no imperfeito
  - Passé antérieur (passado anterior), com o verbo auxiliar no passado simples
  - Futur antérieur (futuro anterior), com o verbo auxiliar no futuro simples

SUBJONCTIF
1. Tempos simples
  - Présent
  - Imparfait
2. Tempos compostos
  - Passé, com o verbo auxiliar no presente do subjuntivo
  - Plus-que-parfait, com o verbo auxiliar no imperfeito do subjuntivo

CONDITIONNEL
1. Tempos simples
  - Présent
2. Tempos compostos
  - Passé 1ere forme (passado 1ª forma), com o verbo auxiliar no presente do condicional
  - Passé 2eme forme (passado 2ª forma), com o verbo auxiliar no imperfeito do subjuntivo

IMPÉRATIF
1. Tempos simples
  - Présent
2. Tempos compostos
  - Passé, com o verbo auxiliar no presente do imperativo

INFINITIF
1. Tempos simples
  - Présent
2. Tempos compostos
  - Passé, com o verbo auxiliar no presente do infinitivo

PARTICIPE
1. Tempos simples
  - Présent
  - Passé

GÉRONDIF
1. Tempos simples
  - Présent
2. Tempos compostos
  - Passé, com o verbo auxiliar no presente do gerúndio

## Verbos auxiliares
Há dois verbos auxiliares em francês: avoir (haver; ter) e être (ser; estar), cuja conjugação na formação de tempos compostos segue as regras seguintes:
- Verbos transitivos (diretos ou indiretos) na voz ativa se conjugam com o verbo avoir.
- Verbos intransitivos se conjugam ou com avoir ou com être (vide verbos auxiliares).
- Verbos reflexivos (chamados também de "verbos pronominais") se conjugam com être.
- Usa-se être para produzir a voz passiva. O próprio être pode ser conjugado em tempos compostos, e isso requer o uso de avoir como um verbo auxiliar adicional. Por exemplo, a frase « Il fut mangé » ("Foi comido") pode ser refeita como « Il a été mangé » sem prejuízo ao seu significado.

Tempos compostos se conjugam com um auxiliar seguido de um particípio passado, por exemplo, j'ai fait ("fiz"), je suis tombé ("caí"). As regras de concordância do particípio passado em francês são um pouco mais complicadas do que em português, mas devido à pronúncia idêntica das terminações é, és, ée e ées (todas pronunciadas /e/), na maioria dos casos só se nota a diferença em linguagem escrita.

### Avoir
Esse verbo tem diferentes radicais para diferentes tempos: imparfait av- /av/; présent du subjonctif ai- /ɛ/; futur e conditionnel aur- /oʁ/; passé simple e imparfait du subjonctif eu- (o e é mudo, portanto, a pronúncia é /y/ em vez de /ø/). Apesar das mudanças de radical, esses tempos se conjugam segundo o padrão dos verbos -oir.
Por outro lado, ao se tratar do présent, a conjugação é completamente irregular. Abaixo está uma tabela simplificada. Para a conjugação completa, acompanhada de transcrição AFI, vide Conjugaison en français: avoir
| Indicatif | Indicatif    | Indicatif   | Indicatif     | Subjonctif   | Subjonctif  | Conditionnel    | Impératif      |             |
| --------- | ------------ | ----------- | ------------- | ------------ | ----------- | --------------- | -------------- | ----------- |
| Présent   | Passé simple | Imparfait   | Futur simple  | Présent      | Imparfait   | Présent         | Présent        |             |
| j'        | ai /e/       | eus /y/     | avais /avɛ/   | aurai /oʁe/  | aie /ɛ/     | eusse /ys/      | aurais /oʁɛ/   |             |
| tu        | as /a/       | eus /y/     | avais /avɛ/   | auras /oʁa/  | aies /ɛ/    | eusses /ys/     | aurais /oʁɛ/   | aie /ɛ/     |
| il/elle   | a /a/        | eut /y/     | avait /avɛ/   | aura /oʁa/   | ait /ɛ/     | eût /y/         | aurait /oʁɛ/   |             |
| nous      | avons /avɔ̃/  | eûmes /ym/  | avions /avjɔ̃/ | aurons /oʁɔ̃/ | ayons /ɛjɔ̃/ | eussions /ysjɔ̃/ | aurions /oʁjɔ̃/ | ayons /ɛjɔ̃/ |
| vous      | avez /ave/   | eûtes /yt/  | aviez /avje/  | aurez /oʁe/  | ayez /ɛje/  | eussiez /ysje/  | auriez /oʁje/  | ayez /ɛje/  |
| ils/elles | ont /ɔ̃/      | eurent /yʁ/ | avaient /avɛ/ | auront /oʁɔ̃/ | aient /ɛ/   | eussent /ys/    | auraient /oʁɛ/ |             |

- Infinitif: avoir /avwaʁ/
- Participe présent: ayant /ɛjɑ̃/
- Gérondif: en ayant /ɑ̃.n‿ɛjɑ̃/
- Participe passé: eu /y/

Verbo auxiliar: avoir

### Être
Esse verbo tem diferentes radicais para diferentes tempos: imparfait ét- /et/;  présent du subjonctif soi- /swa/; futur e conditionnel ser- /s(ə)ʁ/; passé simple e imparfait du subjonctif in f- /f/. Apesar das mudanças de radical, esses tempos se conjugam segundo o padrão dos verbos -oir.
Por outro lado, no présent, a conjugação é completamente irregular. Abaixo está uma tabela simplificada. Para a conjugação completa, acompanhada de transcrição AFI, vide Conjugaison en français: être
| Indicatif | Indicatif    | Indicatif    | Indicatif     | Subjonctif    | Subjonctif     | Conditionnel     | Impératif       |                |
| --------- | ------------ | ------------ | ------------- | ------------- | -------------- | ---------------- | --------------- | -------------- |
| Présent   | Passé simple | Imparfait    | Futur simple  | Présent       | Imparfait      | Présent          | Présent         |                |
| je        | suis /sɥi/   | fus /fy/     | étais /etɛ/   | serai /səʁe/  | sois /swa/     | fusse /fys/      | serais /səʁɛ/   |                |
| tu        | es /ɛ/       | fus /fy/     | étais /etɛ/   | seras /səʁa/  | sois /swa/     | fusses /fys/     | serais /səʁɛ/   | sois /swa/     |
| il/elle   | est /ɛ/      | fut /fy/     | était /etɛ/   | sera /səʁa/   | soit /swa/     | fût /fy/         | serait /səʁɛ/   |                |
| nous      | sommes /sɔm/ | fûmes /fym/  | étions /etjɔ̃/ | serons /səʁɔ̃/ | soyons /swajɔ̃/ | fussions /fysjɔ̃/ | serions /səʁjɔ̃/ | soyons /swajɔ̃/ |
| vous      | êtes /ɛt/    | fûtes /fyt/  | étiez /etje/  | serez /səʁe/  | soyez /swaje/  | fussiez /fysje/  | seriez /səʁje/  | soyez /swaje/  |
| ils/elles | sont /sɔ̃/    | furent /fyʁ/ | étaient /etɛ/ | seront /səʁɔ̃/ | soient /swa/   | fussent /fys/    | seraient /səʁɛ/ |                |

- Infinitif: être /ɛtʁ/
- Participe présent: étant /etɑ̃/
- Gérondif: en étant /ɑ̃.n‿etɑ̃/
- Participe passé: été /ete/

Verbo auxiliar: avoir

## Primeira conjugação (-er)
A conjugação dos verbos -er, que são a maioria, é um pouco diferente das outras conjugações. Entre o radical e a desinência pode haver uma vogal, que no caso dos verbos -er é um -e- mudo /ə/ (no singular do presente), -é /e/ (no particípio passado), -ai /e/ (na 1ª pessoa do singular do passado simples), e -a- /a/ (na 2ª e 3ª pessoas do singular do passado simples e no imperfeito do subjuntivo). Adicionalmente, no singular do presente e do passado simples, enquanto que as desinências dos verbos das demais conjugações terminam respectivamente (1ª, 2ª, 3ª pessoa) em -s, -s, -t, nos verbos da 1ª conjugação, elas terminam em --, -s, --.
Abaixo está uma tabela simplificada. Para a conjugação completa, acompanhada de transcrição AFI, vide Conjugaison en français: parler

### Parler
| Indicatif | Indicatif       | Indicatif           | Indicatif         | Subjonctif          | Subjonctif        | Conditionnel           | Impératif             |                 |
| --------- | --------------- | ------------------- | ----------------- | ------------------- | ----------------- | ---------------------- | --------------------- | --------------- |
| Présent   | Passé simple    | Imparfait           | Futur simple      | Présent             | Imparfait         | Présent                | Présent               |                 |
| je        | parle /paʁl/    | parlai /paʁle/      | parlais /paʁlɛ/   | parlerai /paʁləʁe/  | parle /paʁl/      | parlasse /paʁlas/      | parlerais /paʁləʁɛ/   |                 |
| tu        | parles /paʁl/   | parlas /paʁla/      | parlais /paʁlɛ/   | parleras /paʁləʁa/  | parles /paʁl/     | parlasses /paʁlas/     | parlerais /paʁləʁɛ/   | parle /paʁl/    |
| il        | parle /paʁl/    | parla /paʁla/       | parlait /paʁlɛ/   | parlera /paʁləʁa/   | parle /paʁl/      | parlât /paʁlɑ/         | parlerait /paʁləʁɛ/   |                 |
| nous      | parlons /paʁlɔ̃/ | parlâmes /paʁlɑm/   | parlions /paʁljɔ̃/ | parlerons /paʁləʁɔ̃/ | parlions /paʁljɔ̃/ | parlassions /paʁlasjɔ̃/ | parlerions /paʁləʁjɔ̃/ | parlons /paʁlɔ̃/ |
| vous      | parlez /paʁle/  | parlâtes /paʁlɑt/   | parliez /paʁlje/  | parlerez /paʁləʁe/  | parliez /paʁlje/  | parlassiez /paʁlasje/  | parleriez /paʁləʁje/  | parlez /paʁle/  |
| ils       | parlent /paʁl/  | parlèrent /paʁlɛːʁ/ | parlaient /paʁlɛ/ | parleront /paʁləʁɔ̃/ | parlent /paʁl/    | parlassent /paʁlas/    | parleraient /paʁləʁɛ/ |                 |

- Infinitif: parler /paʁle/
- Participe présent: parlant /paʁlɑ̃/
- Gérondif: en parlant /ɑ̃ paʁlɑ̃/
- Participe passé: parlé /paʁle/

Verbo auxiliar: avoir
Contextos excepcionais:
- Quando o verbo na primeira pessoa do singular do presente do indicativo ou do subjuntivo estiver em inversão, deve-se mudar o e final para é (forma tradicional) ou para è (aceitável desde a reforma ortográfica de 1990): « Parlé-je ? » /paʁlɛʒ/, "Estou falando?". Não importa se é usado o acento agudo ou o grave, o som é o mesmo /ɛ/. Note também que o e em je fica mudo. O acento não quer dizer que o verbo está no particípio passado. Ele continua na primeira pessoa do singular do presente do indicativo ou do subjuntivo. A única finalidade do acento é a eufonia. Em geral, os casos a que isto se aplica são raros e altamente literários.
- Por outro lado, inversões da terceira pessoa são comuns. Visto que é obrigatório fazer liaison entre sujeito pronominal e verbo, aplicado ao caso dos verbos -er, a consequência é a introdução da consoante de ligação -t- entre o verbo e o pronome il/elle/on: « De quoi parle-t-il ? » /də kwa parl.t‿il/, "Do que ele está falando?".
- Quando o verbo na segunda pessoa do singular do imperativo é seguido do objeto y ou en, um s final é adicionado: « Parles-en ! » [paʁlzɑ̃], "Fala disso!"

Verbos excepcionais:
- Arriver, entrer, monter, passer, rester, rentrer, retourner e tomber usam como verbo auxiliar être.
- O verbo aller, embora termine em -er é completamente irregular e pertence à terceira conjugação.
- Em verbos -cer, há um ajuste ortográfico para que se mantenha a pronúncia correta: o c se torna um ç antes de desinências começadas por a ou o, para indicar que ainda se pronuncia /s/, por exemplo, « Je déplace », porém, « nous déplaçons ».
- Semelhantemente, em verbos -ger, o g se torna ge antes de a ou o para indicar que ainda se pronuncia /ʒ/, por exemplo, « Je mange », porém, « Nous mangeons ».
- Em verbos -oyer e -uyer, o y se torna um i antes de desinências começadas por e mudo, por exemplo, « Nous envoyons », porém, « J'envoie ». A pronúncia muda de acordo, de /vwaj/ para /vwa/.
- Em verbos -ayer, pode-se escolher entre a conversão de y para i ou não antes de e mudo. Portanto, há duas pronúncias válidas para esses verbos, vide o contraste entre payer com y e payer com i.
- Embora doutro modo o verbo seja completamente regular, o futuro simples e o condicional de envoyer têm o radical enverr- em vez de envoyer-. O mesmo ocorre com o verbo derivado renvoyer.
- Em verbos -é(consoante)er, o é se torna um è antes de e mudo, vide o verbo céder. A pronúncia muda de acordo de /e/ para /ɛ/.
- Em verbos -e(consoante)er, exceto pela maioria dos verbos -eler e -eter, o e se torna um è antes de e mudo, vide o verbo lever. A pronúncia muda de acordo de /ə/ para /ɛ/.
- Para a maioria dos verbos -eler e -eter, antes de e mudo, pode-se escolher entre a grafia tradicional (dobra-se l / t para ll / tt, vide amonceler tradicional) e a grafia pós-reforma de 1990 (acentua-se e para è, vide amonceler moderno). Para o resto desses verbos, somente uma grafia ou a outra é permitida, vide o contraste entre acheter (que só permite o acento grave) e jeter (que só permite dobrar a consoante). Pelas regras da reforma ortográfica, todos os verbos -eler / -eter recebem acento grave, exceto por appeler, jeter e seus derivados, que dobram a consoante. Em termos de pronúncia, o efeito de se dobrar o l ou o t é o mesmo de se adicionar um acento grave sobre o e: ele passa a se pronunciar /ɛ/.
- Para os seguintes verbos, o adjectivo verbal tem uma forma distinta do particípio presente (nos demais verbos, eles são idênticos em forma): adhérer - adhérent(e)(s); coïncider - coïncident(e)(s); confluer - confluent(e)(s); affluer - affluent(e)(s); converger - convergent(e)(s); déterger - détergent(e)(s); différer - différent(e)(s); exceller - excellent(e)(s); diverger - divergent(e)(s); négliger, négligent(e)(s); précéder - précédent(e)(s); violer - violent(e)(s); influer - influent(e)(s); communiquer - communicant(e)(s); suffoquer - suffocant(e)(s); provoquer -  provocant(e)(s); naviguer - navigant(e)(s); déléguer - délégant(e)(s); fatiguer - fatigant(e)(s); intriguer - intrigant(e)(s).

## Segunda conjugação (-ir, com gerúndio em-issant)
Os verbos -ir diferem dos verbos -er nos seguintes pontos:
- A vogal que liga o radical às desinências é sempre -i-, por exemplo, -isse no imperfeito do subjuntivo em vez do -asse dos verbos -er.
- No singular do presente e do passado simples, enquanto que as desinências dos verbos da primeira conjugação terminam respectivamente (1ª, 2ª, 3ª pessoa) em --, -s, --, nos verbos da segunda conjugação, elas terminam em -s, -s, -t. Isso influencia somente a ortografia, já que essas consoantes finais não são pronunciadas.
- No plural do presente, no imperfeito, no presente do subjuntivo, no imperfeito do subjuntivo (exceto pela 3ª pessoa do singular), no plural do imperativo, no particípio presente e no gerúndio, o sufixo -iss- /is/ aparece entre o radical e a desinência.

Abaixo está uma tabela simplificada. Para a conjugação completa, acompanhada de transcrição AFI, vide Conjugaison en français: choisir
| Indicatif | Indicatif             | Indicatif           | Indicatif               | Subjonctif           | Subjonctif              | Conditionnel            | Impératif              |                       |
| --------- | --------------------- | ------------------- | ----------------------- | -------------------- | ----------------------- | ----------------------- | ---------------------- | --------------------- |
| Présent   | Passé simple          | Imparfait           | Futur simple            | Présent              | Imparfait               | Présent                 | Présent                |                       |
| je        | choisis /ʃwazi/       | choisis /ʃwazi/     | choisissais /ʃwazisɛ/   | choisirai /ʃwaziʁe/  | choisisse /ʃwazis/      | choisisse /ʃwazis/      | choisirais /ʃwaziʁɛ/   |                       |
| tu        | choisis /ʃwazi/       | choisis /ʃwazi/     | choisissais /ʃwazisɛ/   | choisiras /ʃwaziʁa/  | choisisses /ʃwazis/     | choisisses /ʃwazis/     | choisirais /ʃwaziʁɛ/   | choisis /ʃwazi/       |
| il        | choisit /ʃwazi/       | choisit /ʃwazi/     | choisissait /ʃwazisɛ/   | choisira /ʃwaziʁa/   | choisisse /ʃwazis/      | choisît /ʃwazi/         | choisirait /ʃwaziʁɛ/   |                       |
| nous      | choisissons /ʃwazisɔ̃/ | choisîmes /ʃwazim/  | choisissions /ʃwazisjɔ̃/ | choisirons /ʃwaziʁɔ̃/ | choisissions /ʃwazisjɔ̃/ | choisissions /ʃwazisjɔ̃/ | choisirions /ʃwaziʁjɔ̃/ | choisissons /ʃwazisɔ̃/ |
| vous      | choisissez /ʃwazise/  | choisîtes /ʃwazit/  | choisissiez /ʃwazisje/  | choisirez /ʃwaziʁe/  | choisissiez /ʃwazisje/  | choisissiez /ʃwazisje/  | choisiriez /ʃwaziʁje/  | choisissez /ʃwazise/  |
| ils       | choisissent /ʃwazis/  | choisirent /ʃwaziʁ/ | choisissaient /ʃwazisɛ/ | choisiront /ʃwaziʁɔ̃/ | choisissent /ʃwazis/    | choisissent /ʃwazis/    | choisiraient /ʃwaziʁɛ/ |                       |

- Infinitif: choisir /ʃwaziʁ/
- Participe présent: choisissant /ʃwazisɑ̃/
- Gérondif: en choisissant /ɑ̃ ʃwazisɑ̃/
- Participe passé: choisi /ʃwazi/

Verbo auxiliar: avoir
Verbo excepcional:
Haïr /aiʁ/ é um verbo regular da segunda conjugação, com duas exceções.
- Primeiro, quando é conjugado no singular do presente do indicativo ou do imperativo, some a trema ¨ de cima do i, o que se reflete na pronúncia como a substituição do hiato /ai/ por uma vogal simples /ɛ/: je hais, tu hais, il hait /ʒə ɛ, ty ɛ, il ɛ/.
- O segundo caso é uma alteração somente ortográfica: por causa da trema, não há acento circunflexo ^ onde ele normalmente estaria, ou seja, na 1ª e na 2ª pessoa do plural do passado simples do indicativo (nous haïmes, vous haïtes) e na 3ª pessoa do singular do imperfeito do subjuntivo (il haït).